# Poortstraat (Utrecht)
De Poortstraat  is een straat in de Nederlandse stad Utrecht in de wijk Wittevrouwen, die loopt vanaf de Biltstraat tot aan de Alexander Numankade.
Zijstraten van de Poortstraat zijn de Hoefsmederijstraat, Veeartsenijpad, Bollenhofsestraat (deze kruist de Poortstraat) Griftstraat, Zandhofsestraat, Gildstraat (deze kruist de Poortstraat), Ooftstraat, Palmstraat (deze kruist de Poortstraat) en de Bouwstraat.
De school aan de Poortstaat hoek Bollenhofsenstraat heeft diverse denominaties meegemaakt. Zo was dit eerst een Openbare Lagere School met een dependance van de school De Bouwsteen erbij in. En later werd dit de R.K. basisschool "St Willibrordus". Nu is het een Jenaplan basisschool. Het huis naast de school op nummer 71 was van het hoofd van de ernaast gelegen school.
De Poortstraat kenmerkte zich vroeger door de vele herenhuizen veelal met een souterrain en ook was de straat rijk bedeeld met winkels. Thans is de middenstand grotendeels vertrokken en de herenhuizen die toentertijd door één gezin werden bewoond, worden nu grotendeels door meerderen gezinnen alsook door vele studenten bewoond en de Poortstraat is zijn allure van vroeger grotendeels kwijt.

## Trivia
- Aan de Poortstraat zat vroeger de Faculteit der Diergeneeskunde van de Rijksuniversiteit[6]
- Gerrit Rietveld leerde het vak van meubelmaker al vanaf zijn elfde in de werkplaats van zijn vader aan de Poortstraat 98
- Rond 1910 zat aan de Poortstraat 27 een bijzondere inrichting voor spraaklijders en doofstommen in een als klaslokaal ingerichte huiskamer[7]

## Fotogalerij

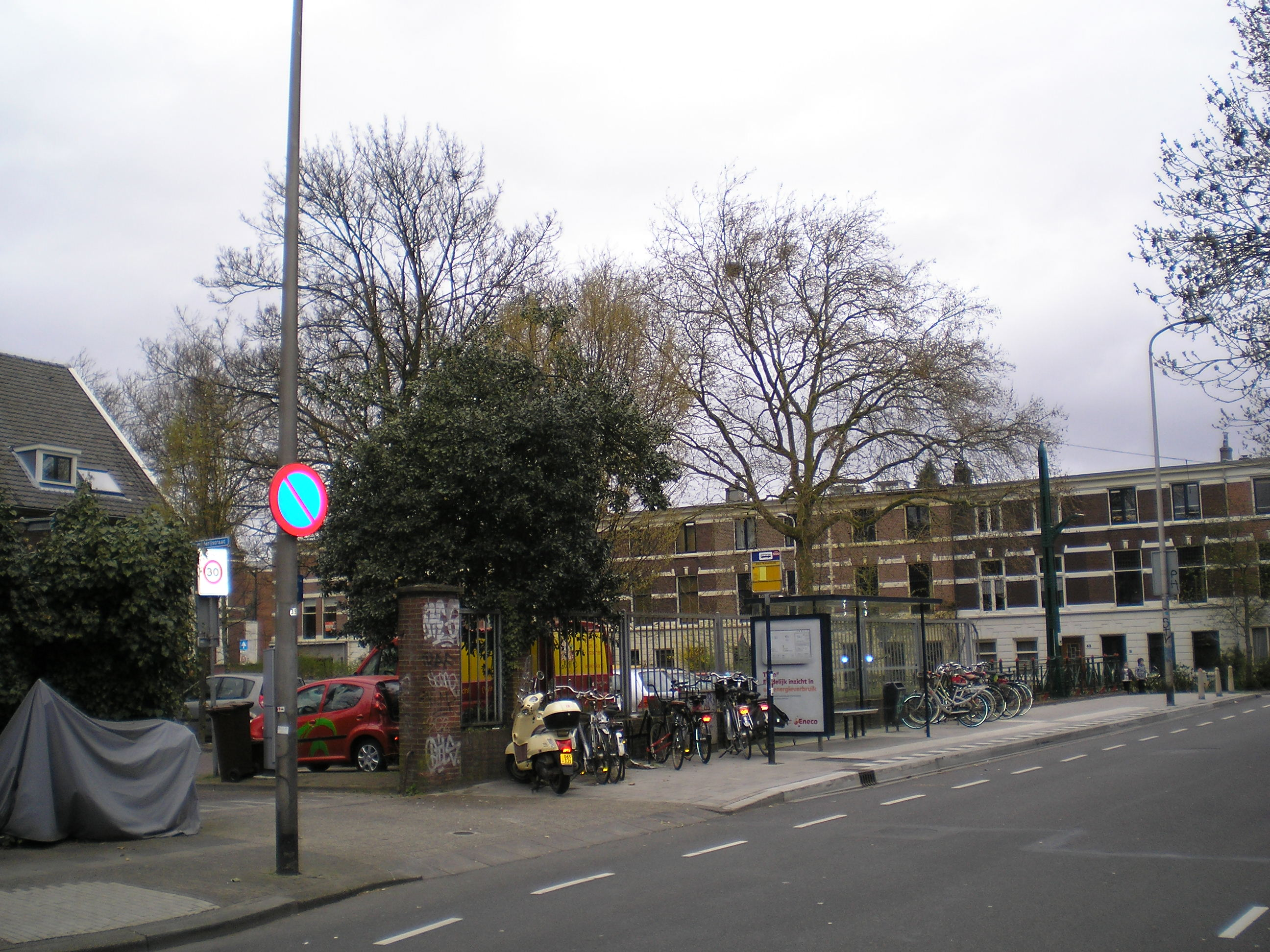
Poortstraat met links de Hoefsmederijstraat en achter de Griftbrug[8] over de Biltsche Grift de Alexander Numankade
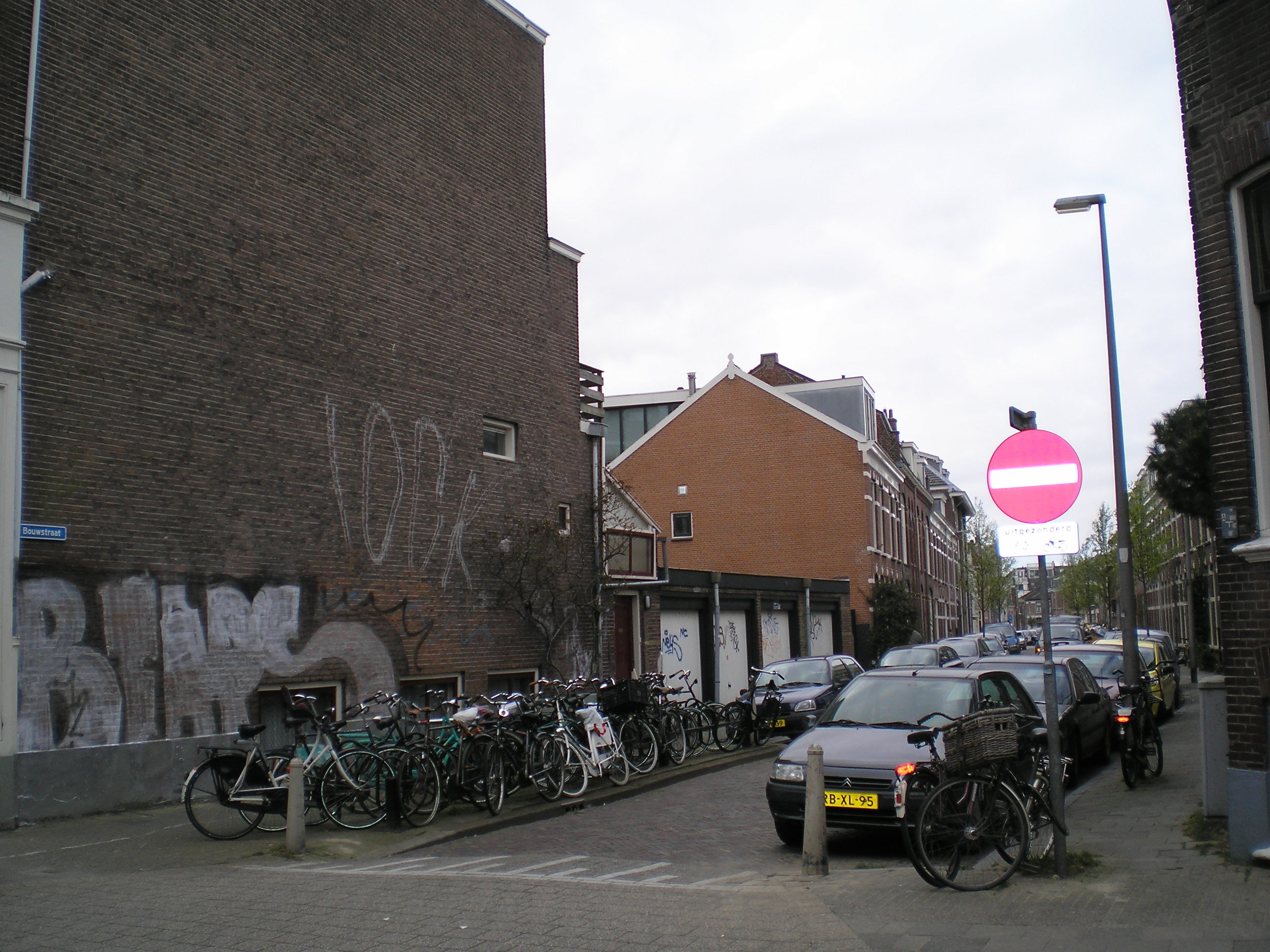
Poortstraat hoek Bouwstraat met linksachter in de straat met uitstekend dak de Ned. Herv. Gemeenteschool te Utrecht

Biltstraat ·
Blauwkapelseweg ·
Bollenhofsestraat ·
Hoefsmederijpad ·
Hoefsmederijstraat ·
Hoefijzerstraat ·
Kapelstraat ·
Kleinesingel ·
Poortstraat ·
Veeartsenijpad ·
Veeartsenijstraat ·
Wittevrouwensingel